# Srčani stimulans
Srčani stimulans je supstanca koja deluje kao stimulans srca - na primer putem pozitivnog hronotropnog ili inotropnog dejstva.
Primeri srčanih stimulanasa su kokain i metamfetamin.